# 克拉克斯保护委员会
克拉克斯保护委员会（阿拉伯语：‎）是伊拉克尼尼微省亚述人组成的一支武装民兵，于2008年由当地教会组织成立，并与伊拉克警察开展合作。

## 近况
萨达姆被推翻后伊拉克的亚述人面临伊斯兰原教旨主义者大规模迫害，只因他们信奉基督教。在2004年八月起，针对亚述人的袭击就不断发生，包括爆破教堂、多起暗杀事件，狂热的穆斯林经常强迫亚述人改宗并遵循教法，例如禁止饮酒、强迫妇女盖头等。大量亚述人被迫出逃，很多人滞留在叙利亚、约旦、黎巴嫩和土耳其。
2010年10月12日，克拉克斯保护委员会，协助库尔德武装抓获了阿里•穆罕默德•伊德里斯，他是克拉克斯镇一名基地组织领导人。
目前随着中东局势恶化，伊拉克众多少数民族如亚述人、土库曼人、雅兹迪人和其他外国人都被伊拉克和黎凡特伊斯兰国为首的恐怖组织当做异端肆意驱逐、屠杀。